# Vincetoxicum rehmanni
Vincetoxicum rehmanni là một loài thực vật có hoa trong họ La bố ma. Loài này được Boiss. miêu tả khoa học đầu tiên.